# 伸晃化学
伸晃化学株式会社（しんこうかがく、英: SHINKO CHEMICAL Co., Ltd.）は、1945年に創立されたプラスチック容器などを製造する企業である。本社は石川県金沢市に所在する。主に医療品容器の開発・製造及び販売をおこなっている。

## 沿革
- 1945年 - 金沢市にてガラスアンプルの製造を開始。
- 1947年 - 伸晃化学株式会社を設立。
- 1955年 - プラスチック中空成形及び射出成形を開始。
- 1975年 - EOガス滅菌装置導入。
- 1995年 - 電子線滅菌工場（EBセンター）を新築。
- 2000年 - ISO9001認証取得。
- 2008年 - ISO14001認証取得。

## 事業所
- 本社：金沢市藤江南2丁目4番地
- 松任工場：白山市松本町2505番地
- 東京支店：東京都中央区東日本橋2丁目20番10号（七條ビル5階） 
  - 福島営業所：福島県福島市宮下町11番22号（ダイアパレス104号）
- 大阪支店：大阪市淀川区宮原5丁目1番18号
  - 名古屋営業所：愛知県名古屋市中区丸の内1-8-24（綿常第5ビル7階）
- 北陸支店：金沢市藤江南2丁目4番地

2020年をめどに、川北町に新工場が建設される予定。